# Receptor de ràdio
Un  receptor de ràdio  és un dispositiu electrònic que permet la recuperació dels senyals vocals o de qualsevol altre tipus, transmesos per un emissor de ràdio mitjançant ones electromagnètiques.

## Com funciona la ràdio

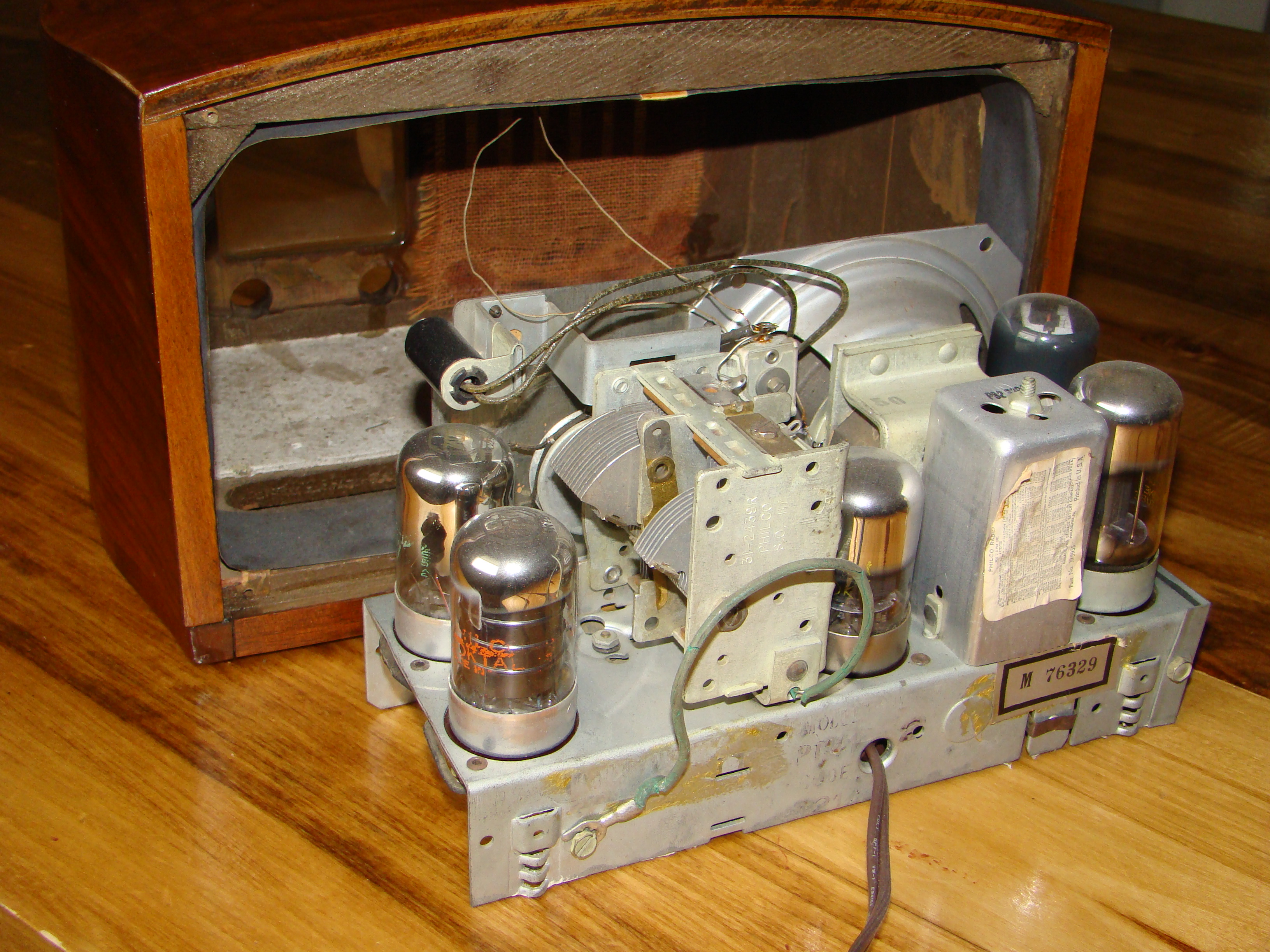
Interior d'una ràdio a vàlvules termoiòniques Philco PT44 amb les vàlvules 35Z5, 50L6GT, 7B7 i 7C6.

Simplificant, podem dir que un receptor de ràdio consisteix en un circuit elèctric, dissenyat de tal manera que permet filtrar o separar un senyal ínfim, que es genera a l'antena, per efecte de les ones electromagnètiques (el fenomen es coneix com a inducció electromagnètica) que arriben per l'aire normalment (encara que viatgen per qualsevol mitjà, incloent el buit) i després amplificar-lo selectivament, milers de vegades, per enviar-lo cap un element amb un electroimant, que és l'altaveu, on es transformen les ones elèctriques en so.
En aquest circuit hi ha un condensador variable, que en les ràdios antigues anava adossat a un botó de comandament, de manera que en girar es varia la capacitat del condensador. L'efecte de la variació de la capacitat del condensador en el circuit és filtrar senyals de diferent freqüència, i per tant, escoltar el transmès per diferents emissores de ràdio.
El receptor de ràdio més simple que podem construir és el denominat en els orígens de la ràdio receptor de galena.
Es deia així perquè el material semiconductor que s'utilitzava com díode detector era una petita pedra d'aquest material sobre la qual feia contacte un fi fil metàl·lic al qual es denominava  barba de gat . Aquest component és l'antecessor immediat dels díodes de germani o silici utilitzats actualment. Aquest receptor rudimentari només permet l'audició d'emissores potents i no gaire llunyanes, ja que no disposa d'amplificació de cap tipus.

## Evolució dels receptors

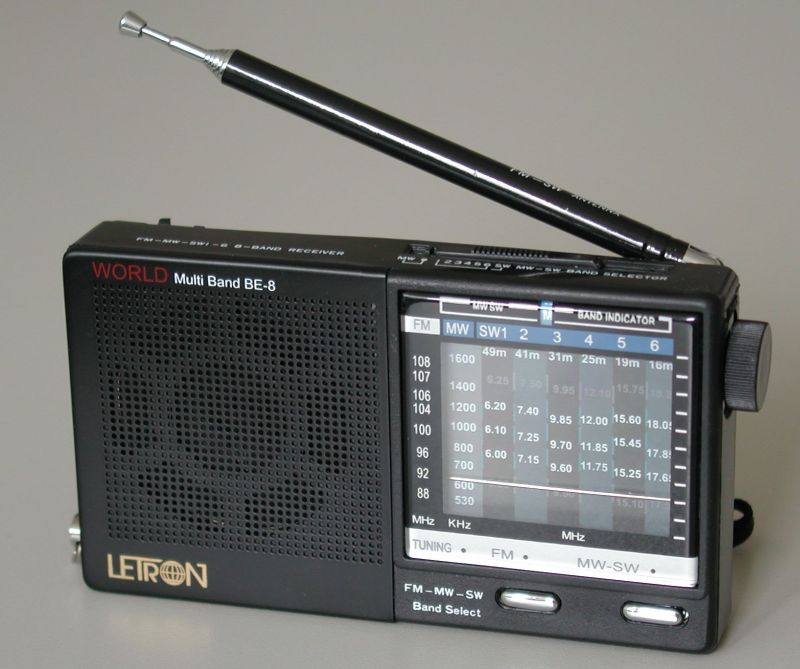
Un receptor de ràdio portàtil multibanda.

El díode de galena inicial va ser substituït posteriorment per la vàlvula de buit, component electrònic basat en l'efecte Edison, és a dir, la propietat que tenen els metalls en calent d'alliberar electrons. Aquesta vàlvula va permetre aconseguir una millor sensibilitat.
La invenció del transistor a final dels anys quaranta, va permetre la miniaturització dels receptors i la seva fàcil portabilitat, en no dependre de la connexió a la xarxa elèctrica.
També les tècniques de recepció han evolucionat notablement des dels inicis de la ràdio, començant per la utilització d'altres tipus de modulació diferents a la d'amplitud, com la modulació de freqüència, la banda lateral única, la modulació digital, les diverses configuracions dels receptors, la pròpia evolució dels components, des de la vàlvula termoiònica al transistor i després al circuit integrat.
Pel que fa a la configuració es refereix el receptor més elaborat i més eficient, quant a sensibilitat i selectivitat combinades, és el denominat superheterodí, encara que han existit altres més senzills però menys eficients, com el de radiofreqüència sintonitzada, el regeneratiu i el superregeneratiu. El receptor de ràdio és una icona del segle XX i buscat per col·leccionistes, antiquaris i museus del disseny.
Les tècniques de recepció han evolucionat notablement des dels inicis de la ràdio, començant per la utilització d'altres tipus de modulació diferents de la d'amplitud, com la Freqüència modulada, la banda lateral única, la modulació digital, les diverses configuracions dels receptors, la mateixa evolució dels components, des de la vàlvula termoiònica al transistor i després al circuit integrat.
La indústria de l'emissió de ràdio i la indústria de producció de receptors són interdependents de manera que les innovacions tècniques en un camp han de tenir correspondència en l'altre. Per exemple, no es pot emetre en modulació de freqüència (FM) u Ona Curta (OC) si no hi ha receptors preparats per rebre-les. En els primers anys de la ràdio aquesta interdependència entre indústria d'emissió i indústria de recepció es manifestava fins i tot en el fet que les emissores es constituïen com a societats amb capital aportat per empreses productores de receptors. Per exemple: en els inicis de la ràdio als Estats Units la Radio Corporation of America (RCA) monopolitzava tota la indústria d'emissió i de recepció. La Bristish Broadcasting Company (Més tard Bristish Broadcasting Corporation, BBC) es va formar el 1922 a partir de les empreses fabricants de receptors British Thomson-Houston, General Electric, Marconi, Metropolitan, Vickers Electric, Radio Communication i Western Electric.

## Els anys vint

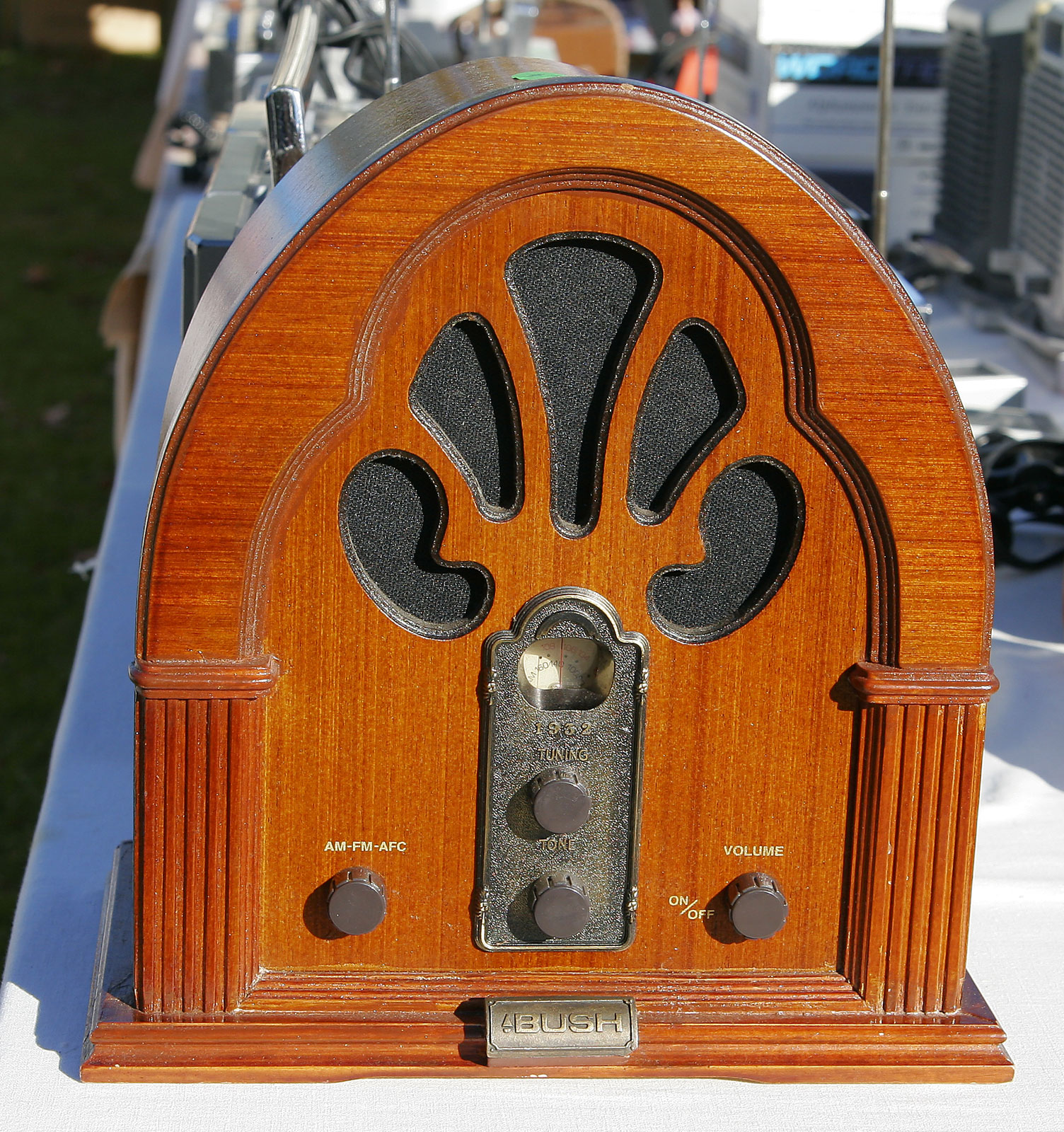
Receptor antic a vàlvules.

Els anys vint corresponen als inicis de la radiodifusió o broadcasting. Les emissions es feien en hores molt limitades i només s'emetien programes de notícies, butlletins meteorològics i alguns concerts. El 1920 es va atorgar a Pittsburg la primera llicència per a una emissora comercial, la KDKA. Immediatament es van començar a atorgar llicències al Canadà, a Austràlia, a França, a l'URSS, a Bèlgica a Txecoslovàquia i Alemanya. La primera emissora comercial d'Espanya va ser EAJ1 Ràdio Barcelona que va obtenir la llicència el 1924.
Quan es comprava el receptor de ràdio es contractava una llicència que s'havia de pagar a l'estat. D'aquesta manera s'aconseguia finançar la radiodifusió i tenir estadístiques de la possessió de receptors.

### El receptor de galena
El receptor de ràdio més simple que es pot construir és el denominat receptor de galena.
Es deia així perquè el material semiconductor que s'utilitzava com díode detector era una petita pedra de galena sobre la qual feia contacte un fil metàl·lic el qual es denominava barba de gat.  Aquest component és l'antecessor immediat dels díodes de germani o silici utilitzats actualment.

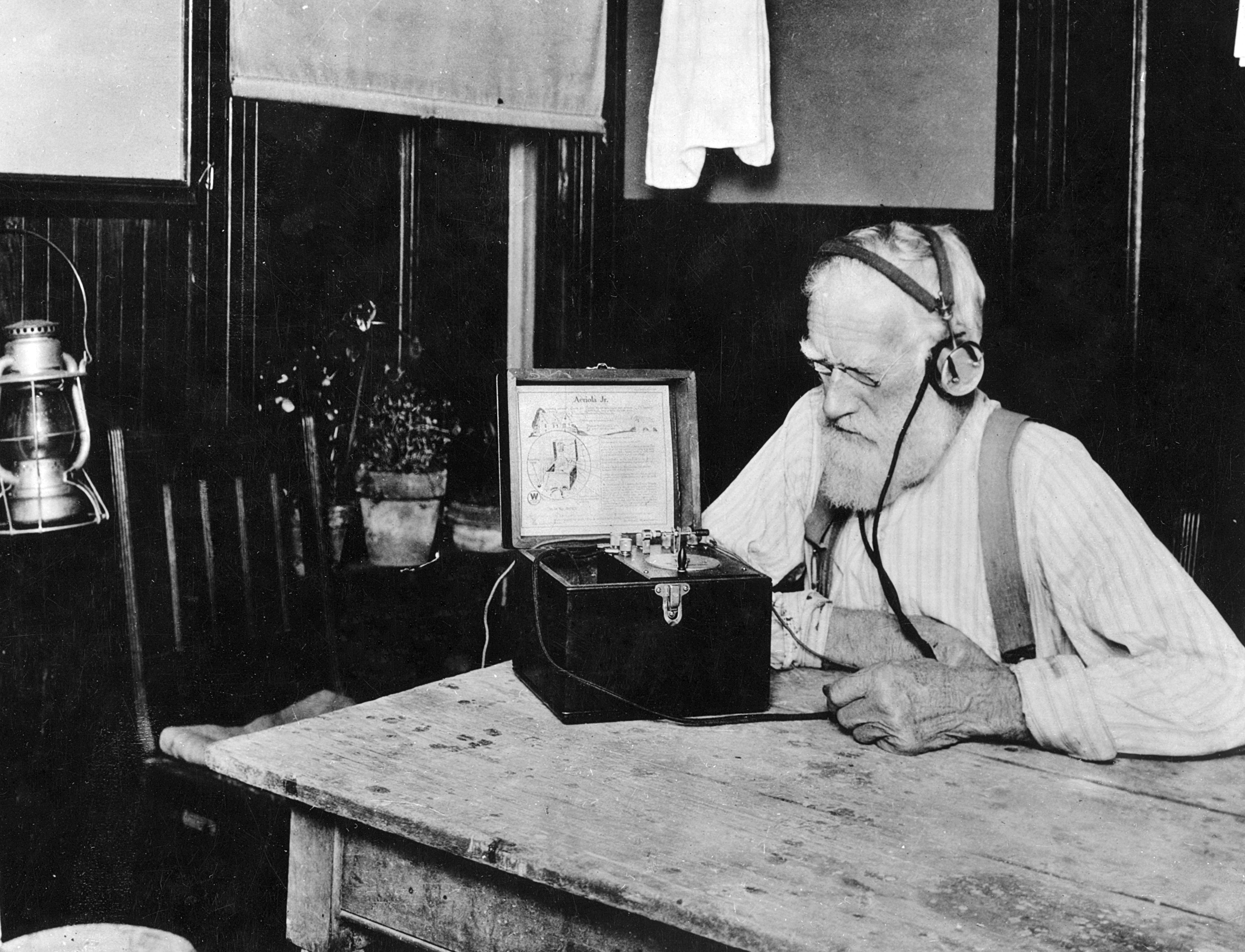
Un pagès nord-americà de 1923 escolta les notícies amb una ràdio de galena

Aquests receptors rudimentaris, que van ser els primers a entrar a les llars, només permetien l'audició d'emissores no gaire llunyanes. Com que no disposaven d'amplificador de cap tipus s'havien d'escoltar amb auriculars. Simplement captaven les ones mitjançant la connexió a una gran antena aèria situada al lloc més alt de la casa. Això va provocar una autèntica teranyina d'antenes als terrats. El principal problema dels receptors de galena era la sintonització, ja que les emissores es barrejaven. En canvi eren molt econòmics, perquè no necessitaven cap font externa d'energia, per la qual cosa eren molt utilitzats en zones no electrificades. També per aquesta raó es van reutilitzar durant la Guerra Civil Espanyola i la Segona Guerra Mundial quan els talls de subministrament d'electricitat eren habituals i no hi havia recanvis de vàlvules ni de bateries.
Durant la primera meitat dels anys vint els receptors de galena van ser els més populars. Els usuaris podien autoconstruir-se'ls o comprar-los ja fets. En el primer cas, el mateix interessat adquiria els materials necessaris i seguint les instruccions de llibres, revistes o d'altres autoconstructors es muntava el receptor sense cap pretensió de caràcter estètic. L'interès per l'autoconstrucció es reflecteix en l'abundant publicitat que a l'època es feia dels components. A Espanya alguns diaris d'informació general van obrir una secció dedicada a la ràdio on s'oferien esquemes i consells per a muntar millor els receptors.
La segona opció era comprar-ne un de construït. Es tractava d'objectes adreçats a persones sense coneixements especialitzats, en els quals ja apareixia una incipient preocupació per la comunicació lògica de la manipulació i el disseny. Aquest tipus de receptors contenien els components en capses de fusta, metàl·liques o de baquelita i mostraven a l'exterior només el comandament de sintonia, el detector i els borns de connexió.
Als Estats Units els fabricants van optar ràpidament per convertir els receptors de galena en objectes de consum, però aquests va ser desbancats durant la segona meitat dels anys vint pels molt més eficients receptors de vàlvules. Tot i això a Europa encara es fabricaven receptors de galena a principis dels anys trenta.

### El receptor de vàlvules
El díode de galena inicial va ser substituït posteriorment per la vàlvula de buit, component electrònic basat en l'efecte Edison, és a dir, la propietat que tenen els metalls en calent d'alliberar electrons. Aquesta vàlvula, patentada el 1906 pel físic nord-americà Lee de Forest, permetia rectificar i alhora amplificar les ones captades per una antena.

#### El receptor de vàlvules vistes

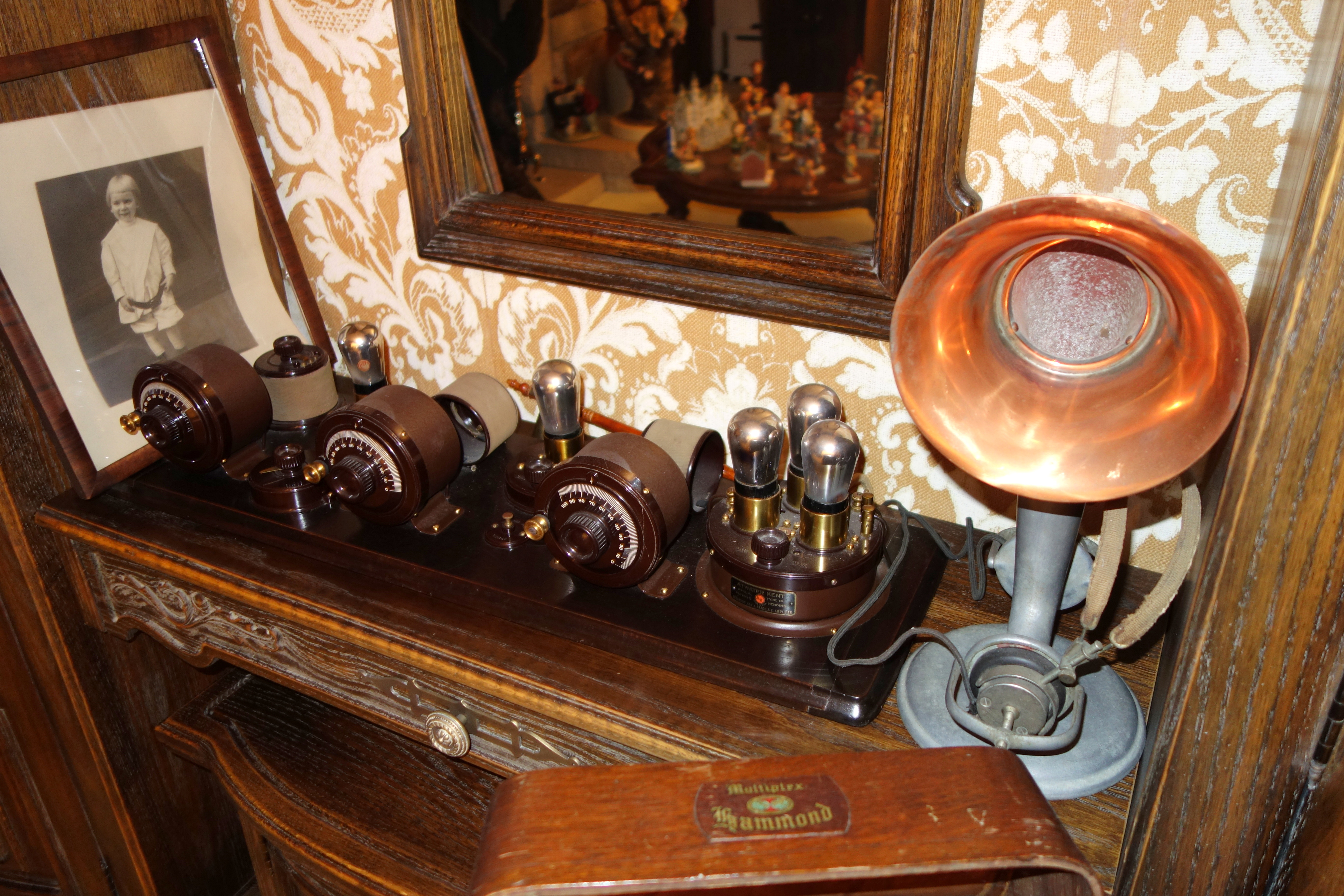
Ràdio Atwater Kent de vàlvules vistes, 1924/1925

Les primeres ràdios de vàlvules consistien en una plataforma (horitzontal, vertical o inclinada) sobre la qual s'hi connectaven les vàlvules i s'hi disposaven els comandaments. Malgrat que eren delicades, les vàlvules es deixaven a la vista perquè s'escalfaven i s'havien de canviar sovint. El conjunt semblava més un artefacte de ciència-ficció que un aparell domèstic. Un dels principals fabricant americans, Adwater Kent, va adoptar en els seus models de la primera meitat dels anys vint una original col·locació d'elements: es disposaven sobre un gruixut tauló de fusta noble totes les vàlvules, bobines i condensadors variables curosament carenats i realitzats amb una acurada construcció. Es tracta d'uns models clàssics molt buscats pels col·leccionistes. A més d'aquests voluminosos i espectaculars aparells, sobretot a Alemanya, també se'n fabricaven de petits. Eren els populars "Ort Enfanger" adreçats a un públic més modest i amb menys poder adquisitiu. Per exemple, el model Loewe OE-333, d'una sola vàlvula, que va sortir al mercat el 1926, va assolir en pocs anys el milió d'unitats fabricades.
La generació de ràdios de "vàlvules vistes" portaven l'altaveu extern i la font d'alimentació eren unes bateries que s'havien de carregar periòdicament. Aquests elements s'havien d'adquirir a part.

#### El receptor de caixa
Convertit ja en un objecte popular i de producció seriada, durant la segona meitat dels anys vint els fabricants van optar per amagar els components del receptor en una capsa tot deixant només a la vista els comandaments imprescindibles. La ràdio ja no era una novetat i calia integrar-la en la decoració de la casa, convertir-la en un producte familiar. Llavors la preocupació pel disseny 

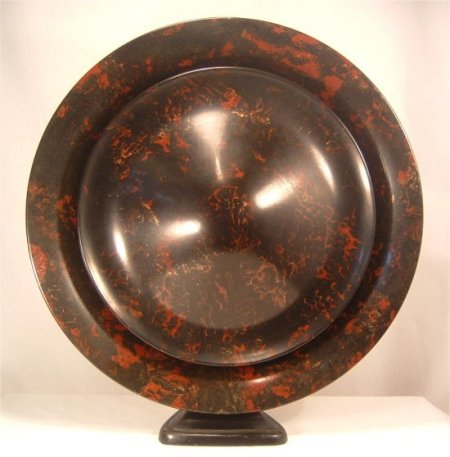
Altaveu Philips model 2015, 1927

del "xassís" es va fer evident.. Alguns fabricants com Philips van començar a investigar la possibilitat de donar a la ràdio una identitat pròpia assajant amb materials industrials com el metall o la baquelita. Això no obstant encara portaven l'altaveu separat. Mentre que els receptors tenien formes cúbiques, els altaveus eren rodons o hexagonals i adoptaven les formes imaginatives de l'Art déco. A finals dels anys vint la ràdio encara era un conjunt heterogeni d'elements i el format de moble únic, que incloïa l'altaveu conjuntament amb la part electrònica, no arribaria fins als anys trenta.

#### El problema de l'alimentació
A mesura que s'estenia la xarxa elèctrica es va veure la possibilitat de connectar-hi la ràdio tot substituint les bateries per un endoll al corrent altern. Això no fou tècnicament fàcil, ja que els receptors de vàlvules funcionaven amb corrent continu. L'electricitat era una energia cara i atemoridora, però el receptor de ràdio tenia un gran avantatge: proporcionava entreteniment amb poc consum.

## Els anys trenta
Als anys trenta la radiodifusió va entrar en una nova fase amb la programació d'emissions d'entreteniment, l'entrada de publicitat i el creixement exponencial d'emissores. El seu poder no va passar desapercebut als polítics que en van fer ús per a la difusió de les seves campanyes. La ràdio va ser una aliada indiscutible de la Revolució Soviètica i del Feixisme.
Un gran avenç va ser la implantació del circuit superheterodí, un sistema de recepció que converteix la freqüència de qualsevol emissora en una freqüència única denominada "freqüència intermèdia". Des de principis dels anys trenta fins a l'actualitat tots els receptors de ràdio funcionen sobre la base d'aquest circuit.
La fabricació i venda d'aparells va augmentar de manera espectacular (El 1935 hi havia 18.925.000 llicències de receptors atorgades als Estats Units, 7.403.109 llicències a Gran Bretanya, 7.192.952 a Alemanya, 2.625.677 a França, 2.000.000 a Rússia, 946.844 als Països Baixos, 609.226 a Dinamarca, 530.000 a Itàlia, 491.823 a Polònia i 303.983 a Espanya) Gràcies al seu dinamisme la ràdio va ser una de les poques indústries que va créixer durant la Gran Depressió. Els fabricants aviat van entendre que, si tots els receptors oferien una qualitat de so acceptable i semblant, calia emprendre la cursa de la diferenciació dissenyant amb molta cura els aparells, la imatge de marca i els anuncis.
El problema era com integrar aquell nou "intrús tecnològic" en la decoració del saló. Alguns fabricants, sobretot americans, van optar per integrar la ràdio en mobles ja coneguts com a rellotges, canteranos o vitrines d'estils històrics. Hi havia fabricants que oferien ràdios amb un xasís llest per a ser integrat a qualsevol moble. Això no obstant els més agosarats van optar per donar a la ràdio una imatge pròpia i moderna. Atents als canvis de la moda i als gustos de la clientela més jove, els dissenyadors van incorporar amb rapidesa les novetats de l'avantguardisme. L'art abstracte, l'esquematisme i els motius geomètrics propis de l'Art déco ben aviat van substituir les motllures i els repertoris històrics.

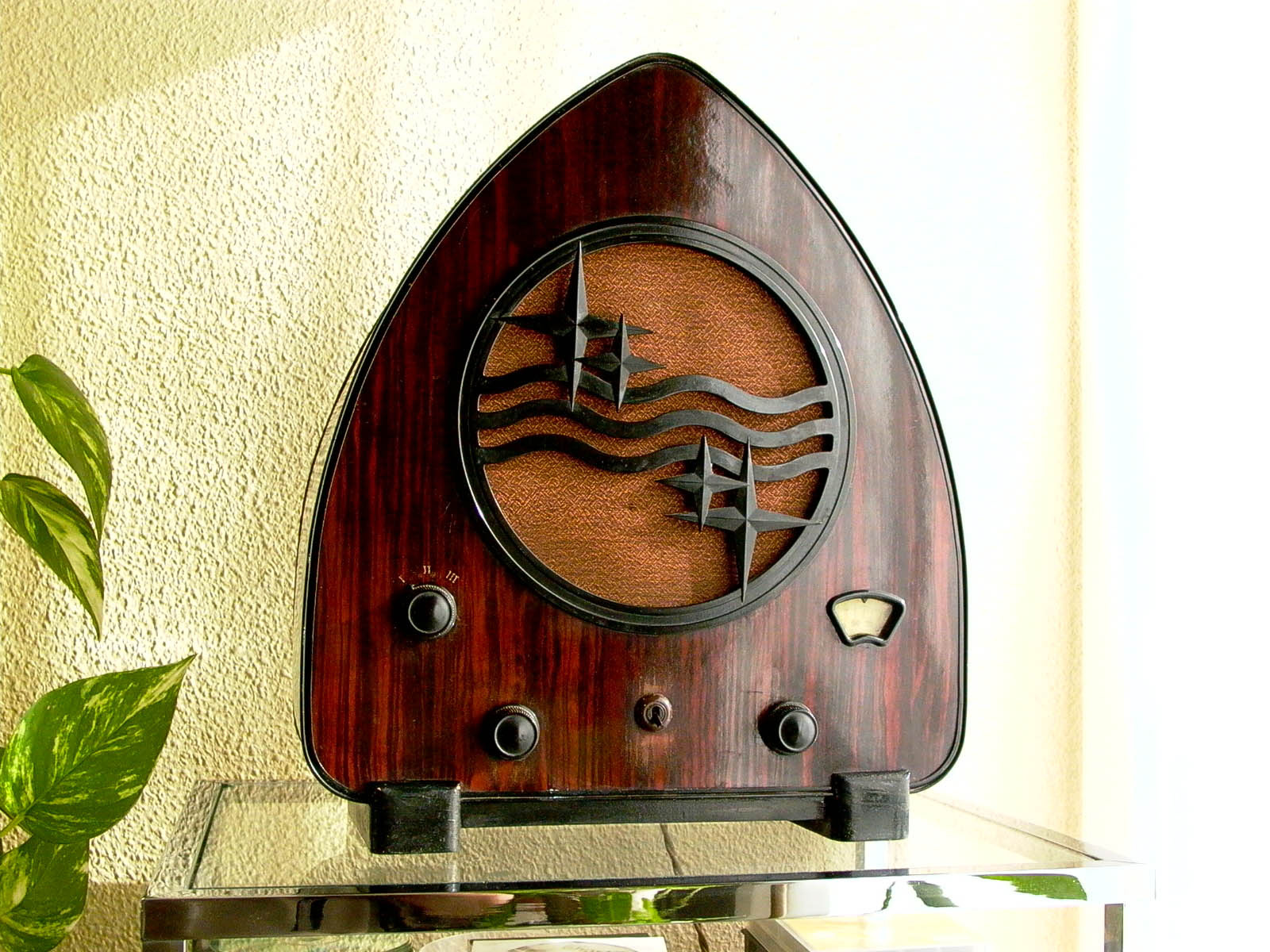
Receptor Philips 1928

### La ràdio de "capella"

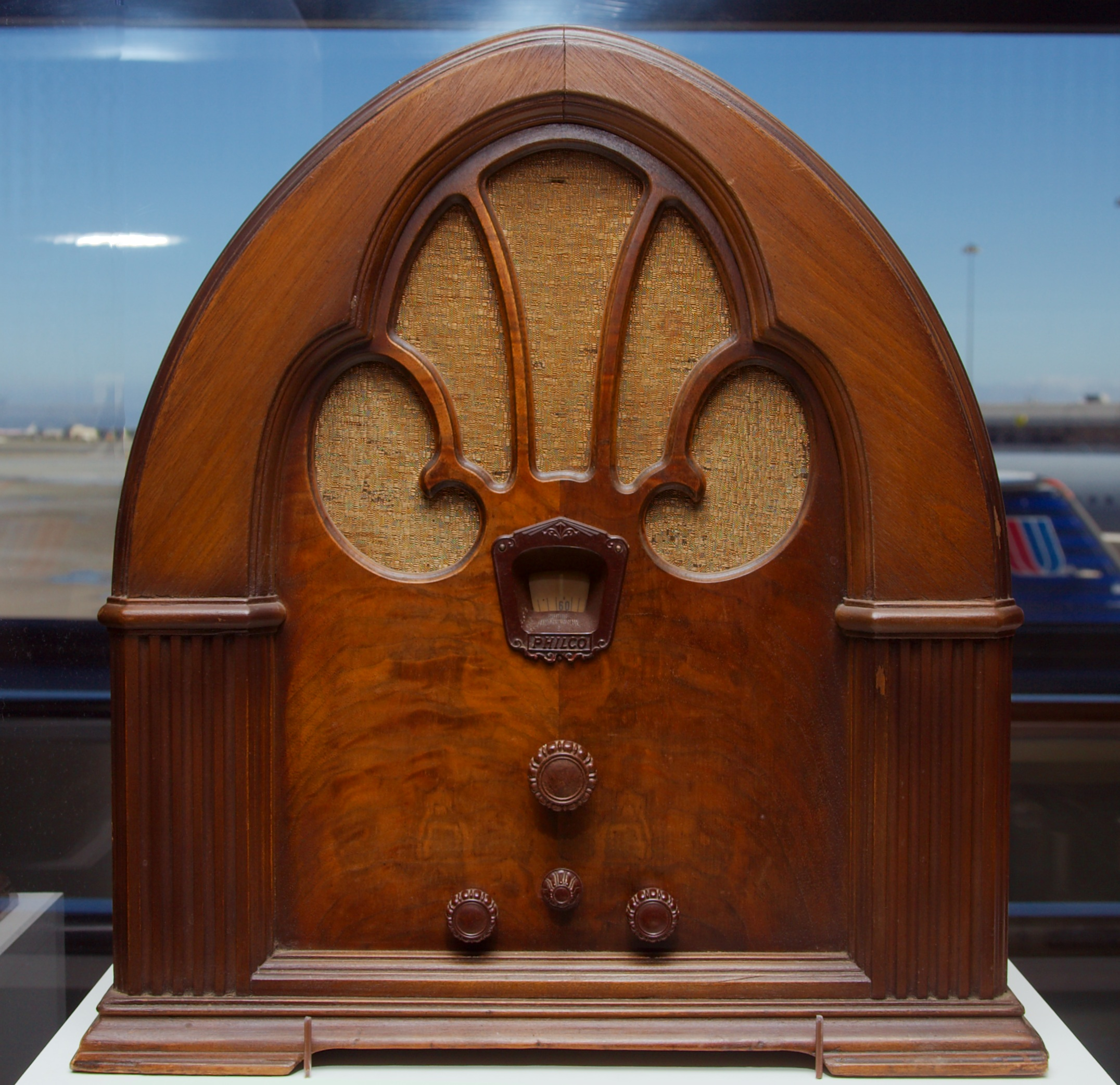
Receptor Philco 70B, 1931

La dècada dels anys trenta es va iniciar amb l'aparició en el mercat de la denominada ràdio de "capella" o "cathedral" en anglès. A causa del seu èxit Guillaume Cozanet la va denominar la "bomba americana" Es tractava d'un conjunt unificat de receptor i altaveu contingut en una caixa coronada per un arc apuntat. Això no obstant un clar antecedent de la forma ogival es troba en el model denominat "llauna de pernil" de Philips de 1928. Sembla que el primer model típic de "capella" va ser el Philco 20B del qual, el 1930, se'n van fabricar 343.903 unitats. L'any següent (1931) Philco va llançar els models 70B i 90B dels que se'n van fabricar encara més. Aviat els fabricants de la competència van imitar aquella tipologia i aquell estil. La moda va durar uns quatre o cinc anys i va tenir tal impacte que la ràdio de "capella" s'associa actualment amb la ràdio antiga. Des del punt de vista tecnològic aquells receptors adoptaven solucions senzilles i pràcticament unificades entre la majoria de fabricants americans. Primer amb el circuit de Ràdio Frecuència Sintonitzada i, al cap de poc temps, amb el superheterodí, aquelles ràdios eren fàcilment fabricables en grans sèries oferint al mateix temps un rendiment molt regular.
Als anys trenta es consolida la imatge del receptor de ràdio com la d'un aparell unificat en el qual es disposen tres elements constitutius: l'altaveu, el dial i els comandaments de volum i sintonia. Aquests tres elements es combinaven amb molta imaginació en el marc de la carrosseria donant com a resultat una gran varietat de configuracions. El dial internacional no es va poder establir amb caràcter definitiu fins a 1934 quan en el congrés de Lucerna es van assignar les frequències per a les emissores d'abast internacional. D'aquesta manera es posava fi a les molestes interferències que generava un espai radiofònic cada vegada més ocupat. A partir d'aquesta data els dials mostraven atapeïdes llistes amb noms de ciutats de tot el món.

### El plàstic arriba a la ràdio

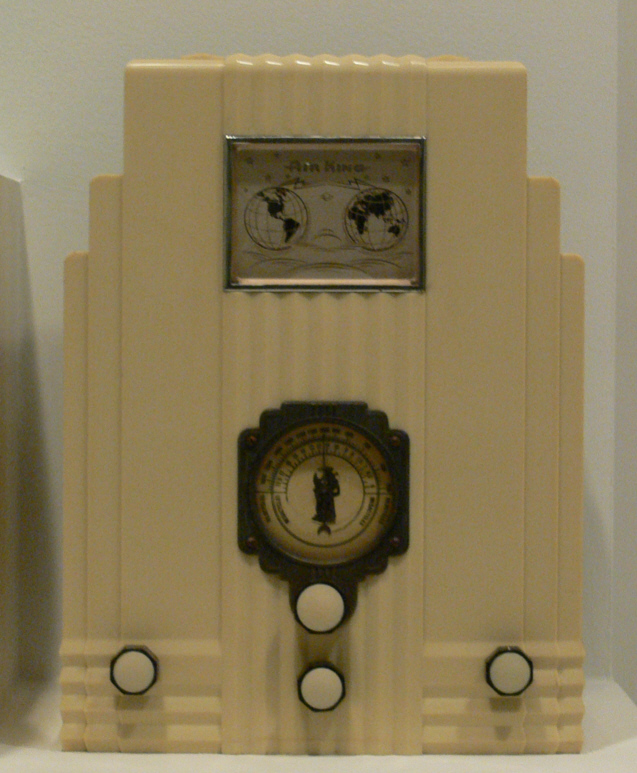
Receptor Air King 66DMA "Skycraper Egiptian", de baquelita blanca,1933

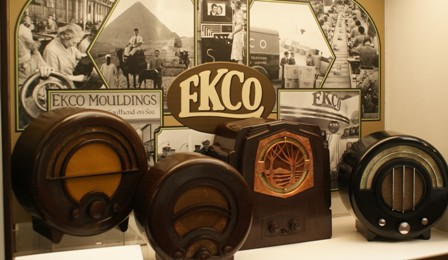
Col·leccio de receptors Ekco dels anys trenta-quaranta al Central Museum de South-on-Sea

Les ràdios de "capella" i altres models "clàssics" es construïen amb xapa de fusta i s'adornaven amb motllures tot imitant l'ebenisteria. Això no obstant la producció seriada exigia materials més fàcils de fabricar. El plàstic va acabar substituint la fusta. El primer plàstic que es va utilitzar a gran escala va ser la baquelita, el nom d'una resina fenòlica inventada pel químic americà d'origen belga, Leo Baekeland.
Es tractava d'un plàstic termoestable resistent i aïllant, que s'emmotllava a compressió i que era molt apreciat perquè aconseguia una aparença molt similar a la fusta. Això no obstant requeria grans inversions i la gamma de colors era, al principi, molt limitada. En canvi el catalin era una resina fenòlica que no requeria grans inversions i que es presentava en una gamma de colors molt brillants. Com que s'emmotllava per colada, els colors es podien barrejar al moment per aconseguir vistosos efectes de marbre sempre diferents. Ben al contrari que la baquelita, el catalin era un plàstic que envellia ràpidament.
Al principi les ràdios de plàstic, sobretot les de baquelita, imitaven la fusta. Però aviat es va veure que les formes de la fusteria no eren les apropiades per a un material fluid que s'havia d'emmotllar. Entre 1935 i 1945 la marca britànica Ekco va llançar al mercat una línia de models amb capsa rodona d'estil futurista, el AD65 i següents, dissenyats per Wells Coates, que no tenien res a veure amb els seus antecessors de fusta.

### Els models populars
Amb el lema "una ràdio a cada estança" els fabricants i els polítics aspiraven a fer que totes les llars de totes les classes socials tinguessin ràdio. L'arribada al mercat de models petits i eficaços i la venda a terminis, van afavorir que la ràdio es convertís en el qual David Landes denomina un "luxe a la inversa" en el sentit que, com el cinema, es va estendre entre les classes populars més ràpidament que entre les classes altes, que tenien opcions més variades i sofisticades de lleure.

#### Els "Midget" americans
A instàncies de l'augment del nombre d'emissores i de la creació de les cadenes radiofòniques (NBC, Columbia, ABC, etc.) que permetien escoltar el mateix estudi "de costa a costa" (de l'Atlàntic al Pacífic) als Estats Units els enginyers es van afanyar a aconseguir receptors que funcionessin raonablement amb el mínim de peces i de vàlvules. Les cadenes estenien la ràdio per tot el territori i arribaven a les zones més remotes de tal manera que no calia que els receptors fossin excessivament sensibles. Buscant un equilibri entre la selectivitat i la sensibilitat, la potència i una mida el més petita possible, d'acord amb els components dels anys trenta, es va arribar al concepte d'aparell econòmic o "Midget". Aquest anava equipat amb quatre o cinc vàlvules, un altaveu electrodinàmic de 5" i presentava la màxima simplicitat en l'alimentació, ja que prescindia del clàssic transformador, ja que ja es fabricaven vàlvules el filament de les quals s'alimentava en sèrie. Un "Midget" costava entre 10 i 15 dòlars segons el model i la marca. En el transcurs dels anys els "Midget" van anar evolucionant. La carrosseria va deixar de fer-se amb fusta per a fabricar-se amb baquelita. Cap a finals dels anys trenta la línia es va tornar asimètrica, el dial més gran i espectacular i la mida més petita gràcies a les vàlvules "Octal" i "Loctal".

#### Les ràdios del poble
Durant els anys trenta els poders polítics i econòmics, fàctics o reals, es van adonar de l'enorme poder de persuasió la ràdio. Un mitjà de comunicació unidireccional en el qual l'oïdor no pot respondre ni verificar l'autenticitat de la informació. Lamentablement la ràdio va jugar a favor dels règims totalitaris els quals no van tenir inconvenient en utilitzar el terme "propaganda" i en utilitzar recursos poc ètics amb la finalitat d'inculcar determinades creences, desacreditar l'enemic ideològic i eliminar el pluralisme. En canvi, els règims democràtics, que no podien restar indiferents davant de certes agressions verbals, utilitzaven termes més elegants com "informació" o "educació" que igualment aspiraven a crear un estat d'opinió però respectant la veracitat i el pluralisme. Tant en un cas com en l'altre s'aspirava que tots els ciutadans tinguessin ràdio.

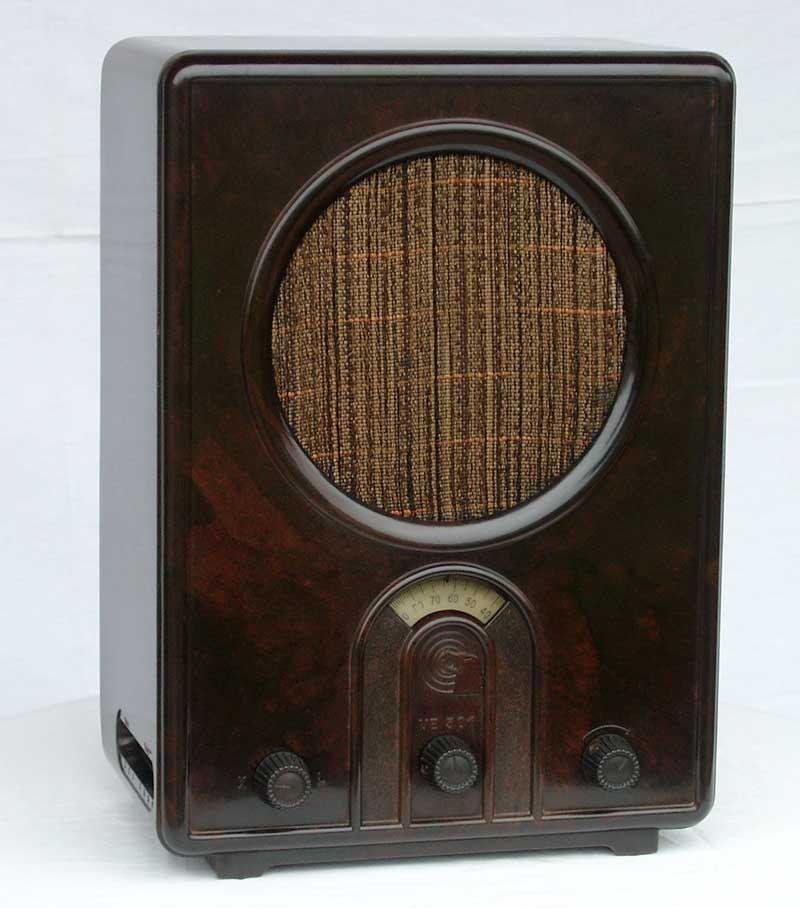
Volksempfänger, 301

A Alemanya el govern representant del Nacional Socialisme, que sota la presidència d'Adolf Hitler, va guanyar les eleccions el 1933, va copsar el gran poder de la ràdio i la va situar a les ordres del Reich Ministerium für Volksauflarung und Propaganda (Ministeri del Reich per a la cultura popular i la propaganda). Aquell mateix any el ministre de propaganda nazi, Joseph Goebbels, impulsà la fabricació mancomunada d'un únic model, el Volksempfanger o "ràdio del poble" que s'havia de vendre a un preu de 76 Reichmarks, la meitat del model d'un model senzill. El model "Volks-Empfänger 30-1" (VE 301), dissenyat per Walter Maria Kersting, al·ludia al 30 de gener, la data en què Hitler arribà al poder. El logotip representava una àliga (símbol de l'imperi) que emetia ones de ràdio pel pic. El nom del fabricant figurava a la tapa del darrere i al davant una etiqueta ben visible recordava la prohibició d'escoltar emissores estrangeres. La carrosseria de baquelita, presentava unes formes molt depurades. Només hi sobresortien l'altaveu, el dial i els comandaments de volum i so. El VE 301 es va presentar a la fira de la ràdio de Berlín on ja hi havia 100.000 exemplars preparats per a la comercialització. Segons Gibert l'aparell era tècnicament molt senzill, ja que consistia en un tríode en muntatge, detector a reacció, per a ones mitja i llarga, seguit d'un pentode amplificador de potència, capaç de moure un senzill altaveu magnètic de ferro mòbil. L'alimentació variava segon la versió. N'hi havia de bateries, corrent altern i corrent continu. Les vàlvules, de la marca Telefunken, també eren diferents segons la versió.

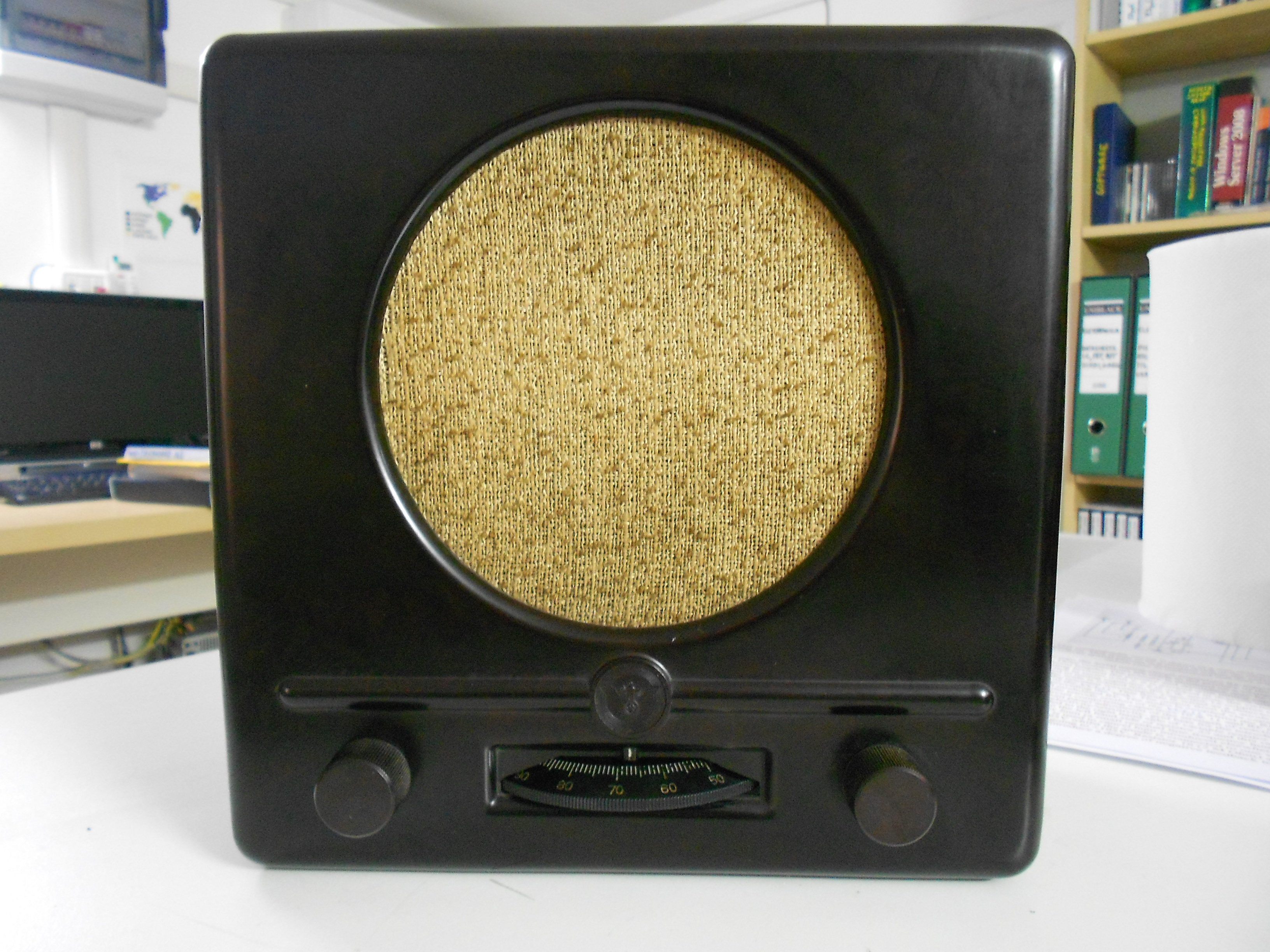
Model DKE, 1938

En vista de l'èxit del VE 301, el 1938, els dirigents alemanys van impulsar la creació d'un model encara més essencial i més econòmic, que es venia al preu de 35 Reichmark: el Deutsche Klein Empfänger (DKE 38) o "petit receptor alemany". La caixa, també de baquelita, reduïa el receptor a la més estricta essencialitat. El logotip era una àliga que subjectava una l'esvàstica amb les potes. Segons Gibert, el DKE 38 era un receptor revolucionari, ja que se sotmetia totalment la idea de la construcció racional. En el muntatge es va prescindir del xassís metàl·lic. En el seu lloc hi havia una placa de cartó baquelitzat sobre la qual els pocs components se soldaven amb reblons, anticipant així la idea del circuit imprès. Alguns components, com l'interruptor de xarxa, formava part de la plaça-xassís. No era un component pròpiament dit, amb la qual cosa s'avançava en el temps a una tècnica que avui en dia és molt utilitzada en els receptors de miniatura.
El govern feixista italià de Benito Mussolini va intentar seguir la iniciativa alemanya creant el "Radiorurale" (1934) i el "Radiobalilla" (1935), uns receptors tècnicament i constructivament superiors als Volksempfanger alemanys però que, potser a causa del seu preu més elevat, no van tenir tant èxit. El "Radiobalilla" tenia un aspecte més Art déco i portava sobre l'altaveu les lletres bogides amb el nom i el logo amb el fascio romà.

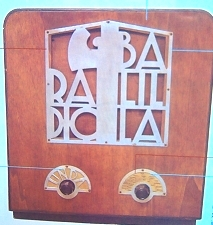
Radiobalilla, 1935

A gran Bretanya, on la indústria de receptors de ràdio estava molt desenvolupada, la marca Philco va llançar el 1935 el "People's Set" o Model 444 anomenat així perque l'havia de poder adquirir qualsevol treballador. El Model 444 va fixar l'estandard mínim i la forma per a qualsevol receptor de ràdio encara que fos més car. La seva carrosseria de baquelita negra allotjava un altaveu que recordava les finestres de l'automòbil alemany Volskwagen els prototips del qual s'assajaven en aquella època.

## La ràdio en temps de guerra

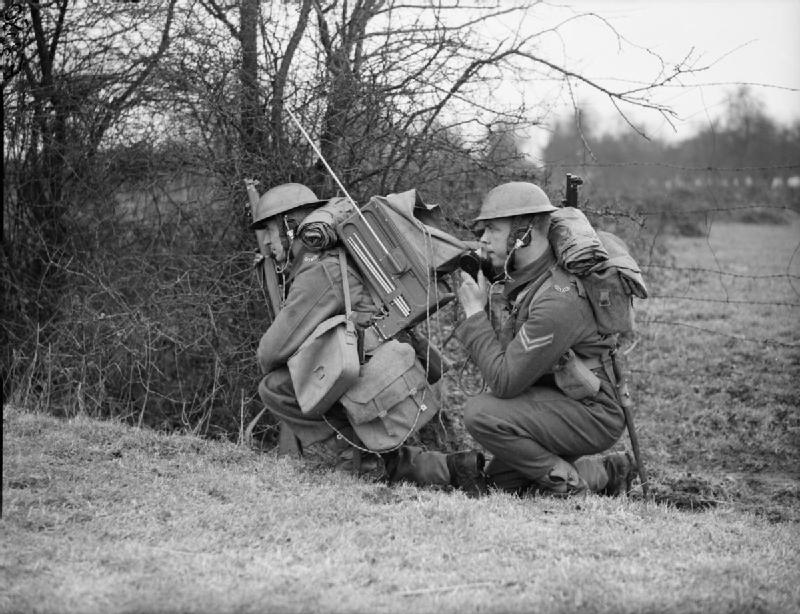
1940 L'armada britànica a França amb equip de ràdio portàtil ANo18. Imperial War Museum.

La Guerra Civil Espanyola va constituir el primer assaig d'utilització de la ràdio com a arma de guerra, ja que era un mitjà que servia per a la informació, les campanyes de desinformació, la propaganda i les emergències. Tant el bàndol nacional com el bàndol republicà es van adonar que l'ocupació militar de les emissores més potents i el control dels programes informatius era una qüestió estratègica. Aquesta guerra ha estat ben estudiada des del punt de vista polític i social però molt poc des del punt de vista del paper que van jugar-hi els receptors.
Seguint l'experiment de la Guerra Civil Espanyola, el control de l'emissió i la recepció de la ràdio durant la Segona Guerra Mundial es va convertir en una qüestió de màxima importància. La protecció de les empreses que fabricaven receptors per a l'exèrcit era una preocupació constant, atès que tota la màquinària bèl·lica (tancs, avions, submarins, vaixells, etc.) anava equipada amb ràdio. Als Estats Units la indústria de la ràdio va deixar el sector civil per a dedicar-se al sector militar. A Gran Bretanya les factories es van haver d'instal·lar en túnels subterranis a fi i efecte de no ser reconegudes pels bombarders alemanys.
Durant la Guerra Freda la importància estratègica de la ràdio no va disminuir atès que és un mitjà que no té fronteres. Al llarg de 44 anys les dues superpotències van emetre programes d'informació i propaganda que creuaven sense problema el Teló d'acer. Als Estats Units fins i tot es va enginyar un sofisticat sistema d'alarma i defensa civil en cas d'atac nuclear. El sistema Conelrad que se sintonitzava en dos puntets del dial.

## Els anys cinquanta
Després de la Segona Guerra Mundial les prestacions sonores i el disseny del receptor de ràdio es van sofisticar molt perque apareixia un nou mitjà que desafiava el seu protagonisme a la llar: la televisió.
Tot i que ja existia als anys trenta, l'Ona Curta es va fer servir molt per a usos militars, esportius i professionals. Les freqüències definitives de les emissores es van assignar en el congrés d'Atlantic City de 1947. Això va permetre estabilitzar els dials d'OC
La Freqüència modulada es va implantar en els models de luxe per la seva qualitat de so. Curiosament, als anys cinquanta, la FM es va estendre més aviat a Espanya i Alemanya que a la resta d'Europa

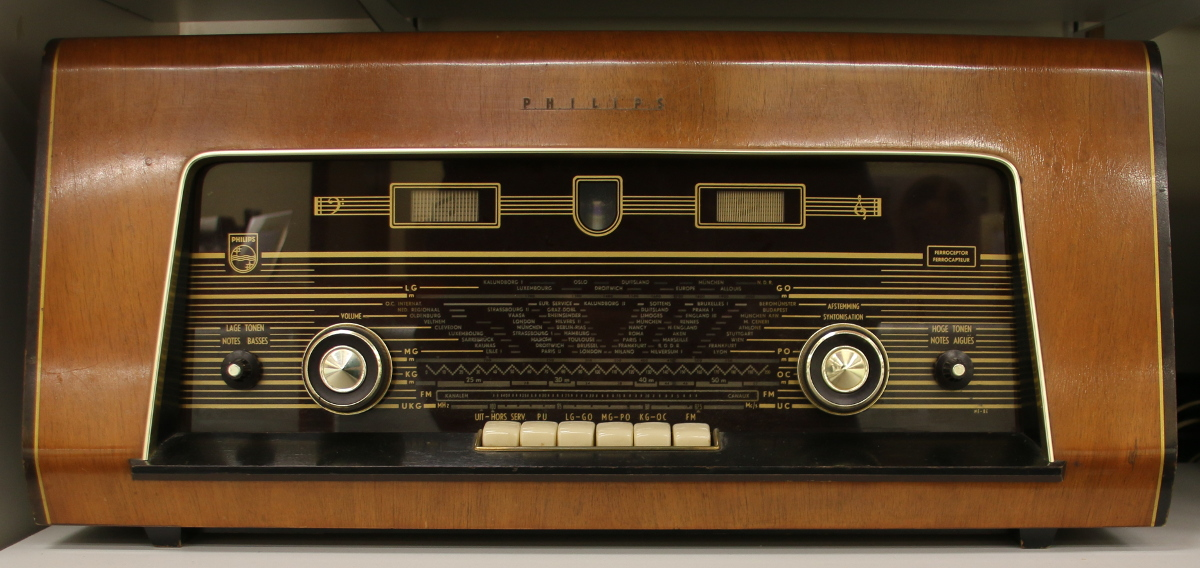
Receptor Philips B5X62A,1957. Radiomuseum Roterdam

perque en el Pla de Copenhaguen de 1948 les potències guanyadores de la guerra van deixar quasi sense freqüències d'Ona mitjana els països perdedors. La FM té menys potència que l'OM però elimina els paràsits per la qual cosa va tenir un gran èxit en les emissions musicals. Actualment tots els receptors en porten.

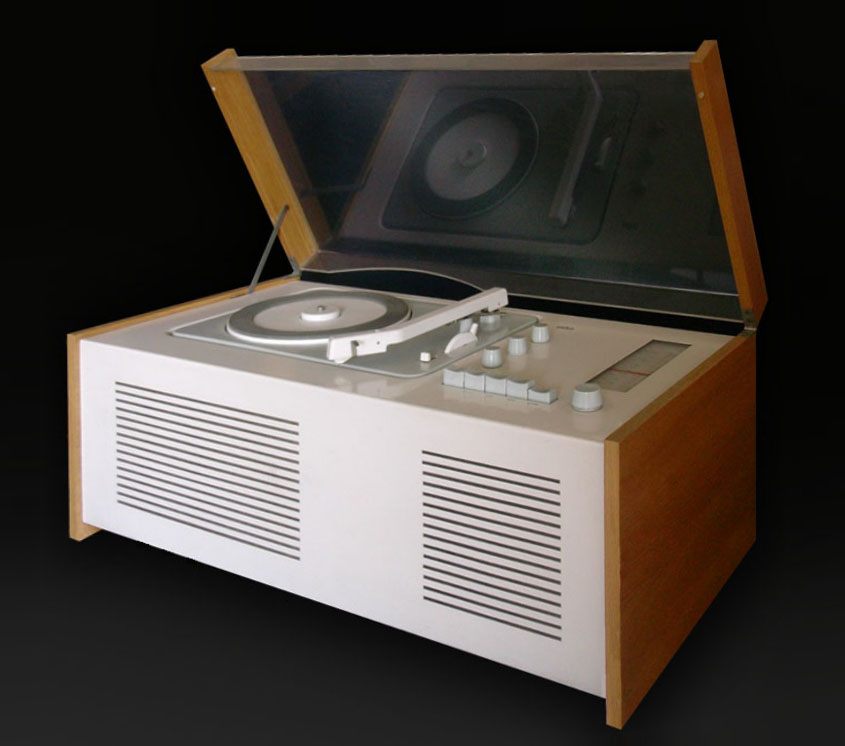
Radiotocadisc Phonosuper SK4 Braun, 1956, dissenyat per Dieter Rams, la Hochschule für Gestaltung d'Ulm i el professor Hans Gugelot

La segmentació de mercat feia que durant els anys cinquanta coexistissin diversos estils de receptors: el gust per allò classic, l'Streamline i el neofuncionalisme. El gust clàssic continuava amb les carrosseries de fusta, els dials de tapissria i l'aparença de moble; l'Streamline, que venia d'Amèrica, era molt fantasiós. Es va fer molt popular i consistia a donar formes aerodinàmiques als vehicles i a tota mena de productes industrials. El material idoni per aquest estil era el plàstic; el neofuncionalsime es basava en la idea que el disseny ètic és aquell que es realitza amb formes ortogonals, colors neutres i on els comandaments tenen una aparença estrictament instrumental. L'empresa alemanya Braun va ser capdavantera en donar al receptor de ràdio l'aparença d'una capsa tecnològica totalment allunyada de la idea del moble de fusta.
La portabilitat, l'autonomia i la miniaturització van ser les grans millores dels anys cinquanta. Per una banda, gràcies a la investigació realitzada durant la Segona Guerra Mundial, les bateries es van reduir molt de mida i pes. Per l'altra va aparèixer el transistor

### El transistor

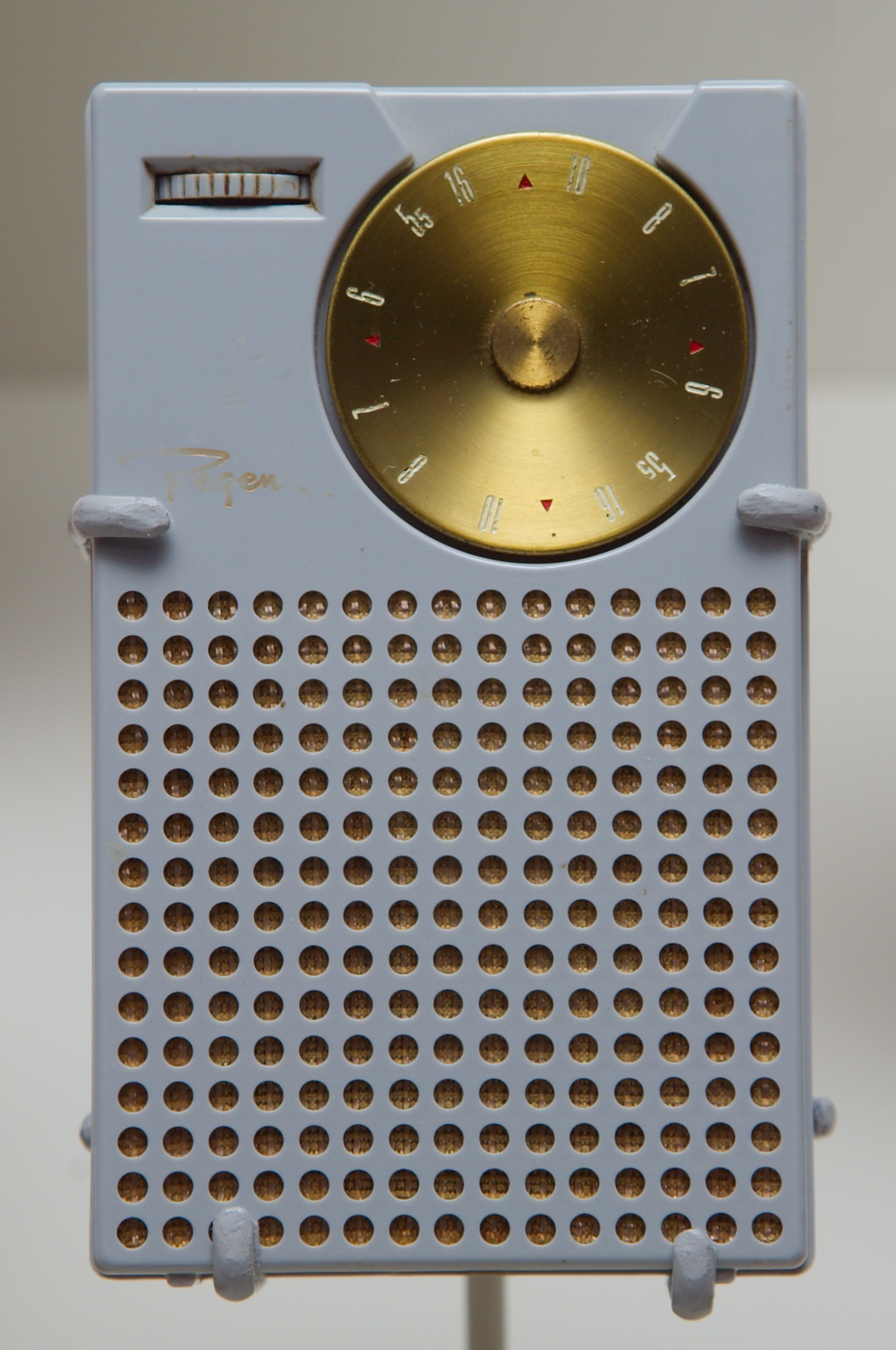
Transistor Regency, 1954

El transistor és una vàlvula miniaturitzada que aprofita les propietats del cristall de germani tot fent funcions rectificadores i amplificadores de les ones radioelèctriques però sense necessitat del buit. Aquest revolucionari invent va ser investigat en els laboratoris de l'empresa nord-americana Bell Telephone i presentat el 1948. El primer receptor de ràdio amb transistors va ser el "Regency", llançat el 1954 per l'empresa nord-americana I.D.E.A i dissenyat per Victor Petertil. Es tractava d'un model molt car que no va assolir el nivell de vendes que es pretenia. Van ser els japonesos amb la seva habilitat per la miniaturització, el control de qualitat i la racionalització productiva els que van convertir el receptor de transistors en un producte de gran consum.
El 1953 l'empresa japonesa Totsuko va adquirir als EUA una llicència per a fabricar vàlvules transitoritzades. El 1955, ja amb el nom de Sony Corporation, va presentar al mercat el primer model japonés de receptor transistoritzat, el Sony TR 55, un petit aparell de sobretaula que va tenir un volum de vendes moderat. El gran èxit internacional arribaria amb el petit Sony TR-620 que cabia en una butxaca. Amb els seus transistors Sony va convertir el receptor de ràdio en un objecte personal, assequible i cobejat per tot el món.

## El receptor a finals del segle XX
L'extremada miniaturització dels components del receptor permetia integrar-l'hi altres funcions i també integrar-lo a d'altres aparells de so. Allò que abans era un luxe, amb el transistor i la producció massiva es va posar a l'abast de tothom. Qualsevol ràdio a preu assequible portava les bandes Ona curta (OC), Ona llarga (OM), ona mitjana (OM) i Freqüència modulada (FM) i a més es podia combinar amb un casset, un tocadiscos, un rellotge, etc. Amb aquesta integració el receptor de ràdio iniciava el camí de la seva invisibilitat.
D'altra banda la globalització va arribar a la indústria de receptors de ràdio molt aviat. La rapidesa amb què es generaven i copiaven les innovacions va anar desplaçant la fabricació de ràdios cap orient on la mà d'obra era més barata.

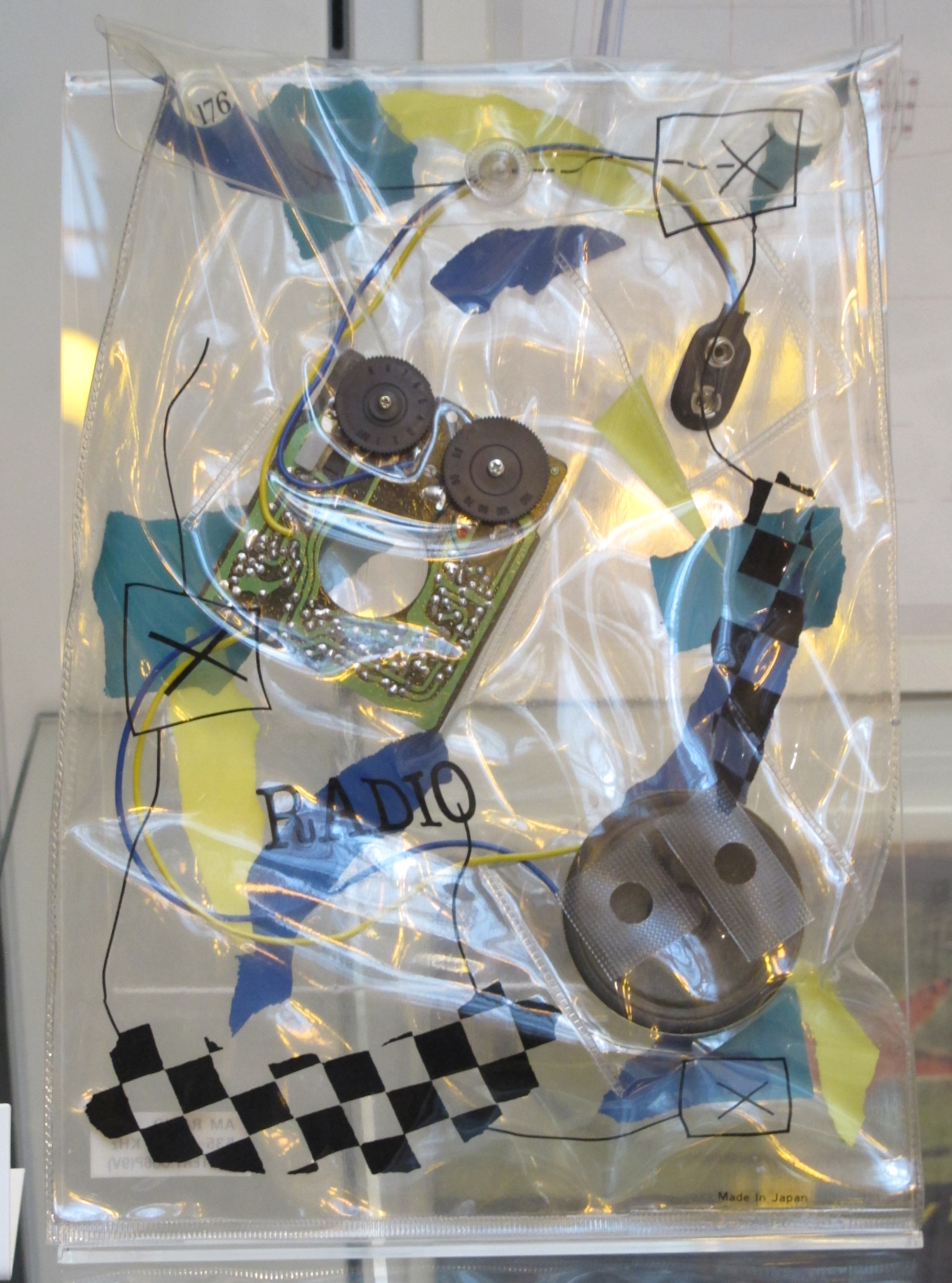
Ràdio en una bossa de plàstic transparent. Disseny Daniel Weil, 1981. Victoria & Albert Museum.

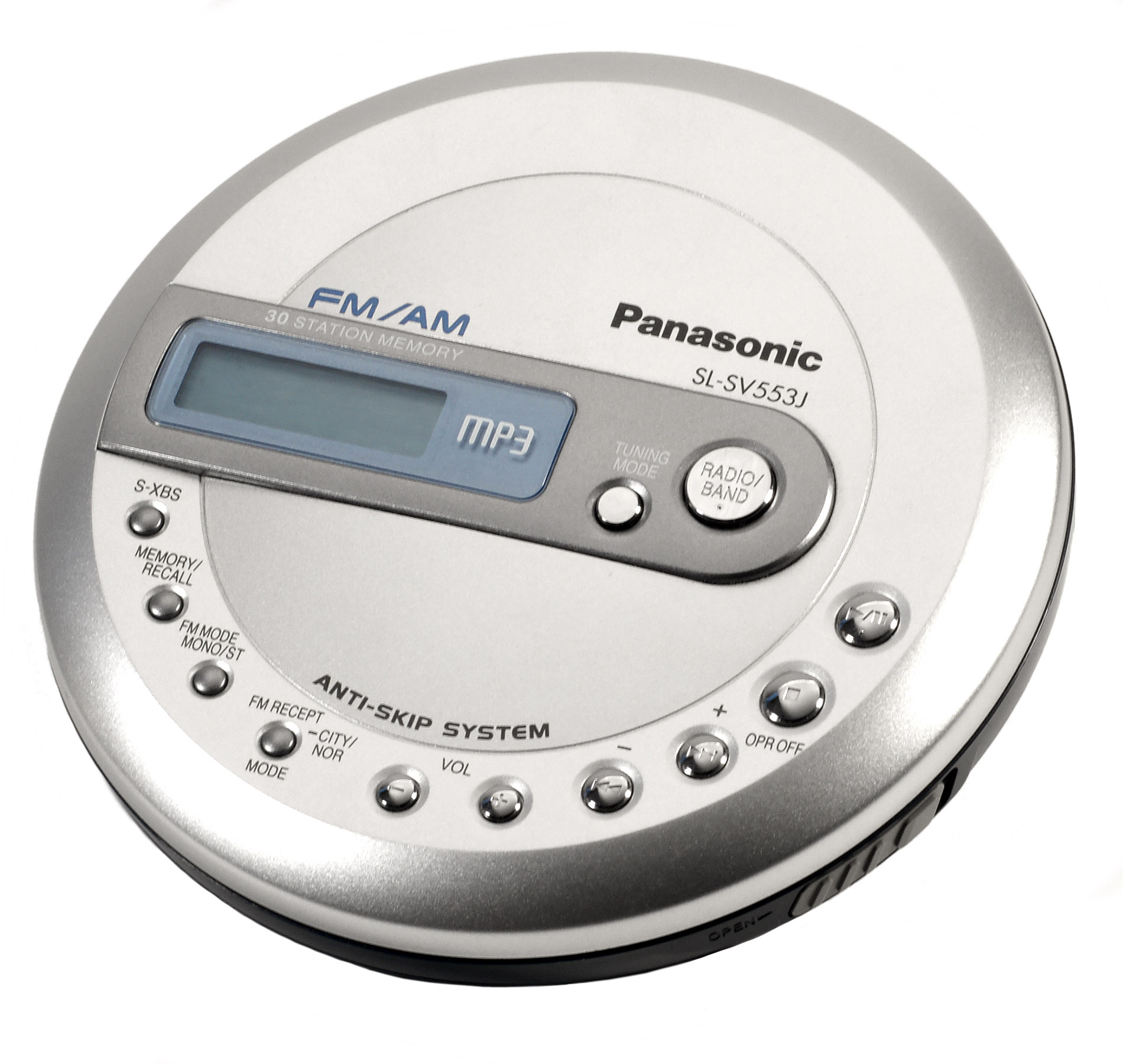
Receptor de ràdio amb CD i MP3. Model Panasonic, SL-SV553J

A Espanya la indústria de receptors va assolir nivells de qualitat molt remarcables entre els anys seixanta i setanta amb marques potents com Iberia, Invicta, Inter i Lavis. Això no obstant la crisi del petroli i la globalització van fer que, com a la resta de països europeus, aquesta indústria desaparegués en no poder fer front a la competència dels productes asiàtics.
Segons la UNESCO l'any 1996, en el conjunt del món per cada 100 persones hi havia 36,4 receptors de ràdio, 22,8 televisors i 4,3 ordinadors. Segons la UNESCO aquell mateix any el principal productor de receptors de ràdio era Malàisia, seguida de la Xina, Japó, Estats Units, Holanda, Portugal, Alemanya, i Bèlgica-Luxemburg.
A finals del segle XX la ràdio encara era el mitjà de comunicació més utilitzat a tot el món perquè és molt barat i funciona sense fils ni necessitat de connexió a la xarxa elèctrica.

## El receptor actual
L'últim pas en la miniturització del receptor ha estat el microxip. Ara els components de la ràdio són tan petits que ja no obliguen a cap configuració especial. A més, el pas cap als sistemes digitals es fa perceptible en el dial, que ja no és una finestra que evoca el món, sinó una freda pantalla de dígits semblant a la de molts altres aparells. Ara tampoc cal sintonitzar manualment i amb precisió les emissores perque el sistema d'autoescanejat que escombra la banda d'FM, s'atura quan localitza una emissora. Tan sols prement un botó es localitza la següent.
En els darrers anys les modulacions analògiques se substitueixen per modulacions digitals i s'estenen els sistemes de multiplexió i accés múltiple com l'Orthogonal Frequency Division Multiple, OFDMA. Es tracta d'una nova modulació basada en el múltiplex en freqüència on es distribueix la informació digital codificada i comprimida d'audio i video.
El 1995 la Unió Europea va implantar el Digital Audio Broadcasting (DAB) basat en el projecte "Eureka 147". El receptor de senyal digital DAB no aconsegueix l'èxit esperat, ja que el seu preu és elevat i és incompatible amb l'emissió amb sistema analògic.